# Tom Weston-Jones

Tom Weston-Jones, 2022

Tom Weston-Jones (* 29. Juni 1987 in Burton-upon-Trent, Staffordshire als Thomas Weston-Jones) ist ein britischer Schauspieler.

## Leben
Tom Weston-Jones wurde als Sohn von Nick und Irma Weston-Jones geboren. Er hat eine Schwester (Bethan) und einen Bruder (Ben). Da seine Eltern Lehrer in einer Schule in Dubai waren, wuchsen er und seine zwei Geschwister dort auf. Später ging er nach England zurück, um seinen Abschluss an der Royal Holloway University of London zu machen. Er ließ sich an der Bristol Old Vic Theatre School zum Schauspieler ausbilden. Noch heute reist er oft nach Dubai, um seine Eltern zu besuchen.
Im Jahre 2011 gab er sein Schauspieldebüt in dem Fernsehfilm My Spy Family. Anschließend erhielt er eine Nebenrolle als Sasha Gavrik in Spooks – Im Visier des MI5. Bekannt wurde er 2012 durch die Rolle des Merthin Fitzgerald in dem internationalen Fernsehmehrteiler Die Tore der Welt, der auf dem gleichnamigen Roman von Ken Follett basiert.
2012 konnte er sich die Hauptrolle des Polizisten Kevin „Corky“ Corcoran in der ersten eigenproduzierten Fernsehserie von BBC America, Copper – Justice is brutal, sichern. Nach zwei Staffeln wurde die Serie im darauffolgenden Jahr auf Grund schwacher Einschaltquoten eingestellt.

## Filmografie
- 2011: The Night Watch (Fernsehfilm)
- 2011: Spooks – Im Visier des MI5 (Spooks, Fernsehserie, 6 Episoden)
- 2012: Die Tore der Welt (World Without End, Fernsehmehrteiler)
- 2012–2013: Copper – Justice is brutal (Copper, Fernsehserie, 23 Episoden)
- 2015: Not Safe for Work (Fernsehserie, 6 Episoden)
- 2015–2016: Dickensian (Fernsehserie, 19 Episoden)
- 2018: Troja – Untergang einer Stadt (Troy: Fall of a City, Fernsehserie, 7 Episoden)
- 2019: Warrior (Fernsehserie)
- 2021: True Things